# Bonfoy–Barstow House

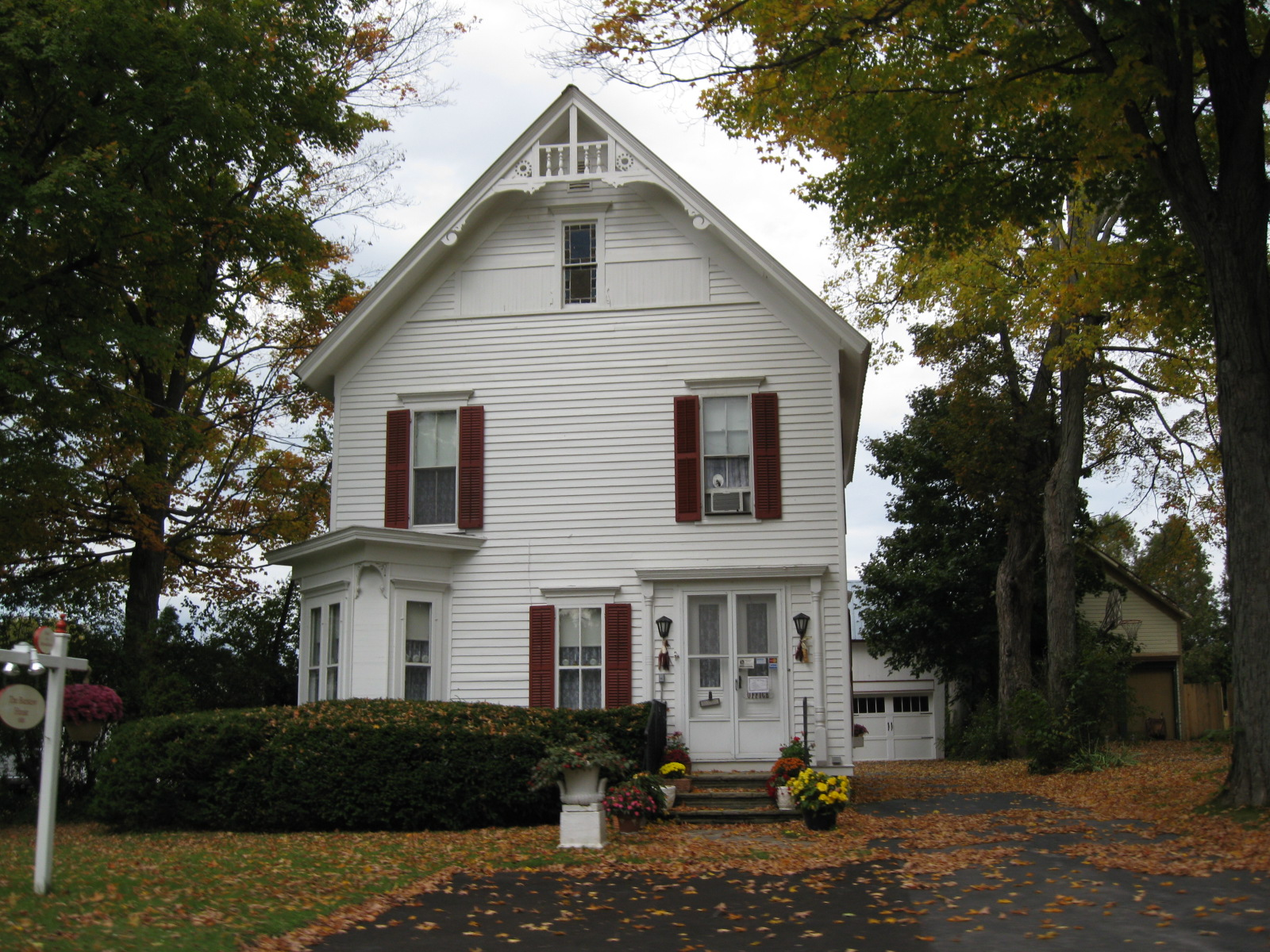
Hogar Bonfoy-Barstow.

El Bonfoy–Barstow House es un hogar histórico que está ubicado en West Winfield, una villa en el Condado de Herkimer en el estado americano Nueva York. El edificio fue hecho en 1888, y es uno de dos edificios que está ubicado en el Condado de Herkimer. El otro edificio está ayuntamiento en Little Falls, una ciudad próxima. El Bonfoy–Barstow House está colocado a la dirección 485 E. Main Street. Este casa estaba expandido durante la década que sigue el año 1940. La estructura es un ejemplo de la arquitectura que estaba común por las burguesías durante la parte tarde del sígulo XIX. La parte delantera de este casa tiene dos y una mitad niveles.